# Efebiska eden
Efebiska eden är en av Solon författad vapen- och medborgared, som det gamla Atens ynglingar i myndighetsålder, efeberna, i samband med sin värnpliktsutbildning, svor, för att tas upp i staten.
I översättning lyder eden:
Jag kommer aldrig dra skam över detta vapen, inte heller kommer jag lämna min näste i raden, utan jag kommer att försvara våra helgedomar och våra härder, på egen hand eller med stöd av andra. Mitt fädernesland kommer jag inte lämna efter mig försvagat, utan större och bättre än jag fick ta emot det. Jag kommer att vara hörsam emot dem som är satta att styra, och lyda de gällande lagarna, såväl som alla andra lagar, som folket i samdräkt stiftar, och om någon upphäver eller inte lyder dem, så kommer jag inte att tillåta det, utan försvara dem, ensam eller med andra. Och jag kommer att hedra fäderneslandets religion. Må mina vittnen vara gudarna: Agraulos, Enyalios, Ares, Zeus, Thallo, Auxo, Hegemone.